# Kanton Vichy-1
Der Kanton Vichy-1 ist ein französischer Wahlkreis im Département Allier in der Region Auvergne-Rhône-Alpes. Er umfasst drei Gemeinden und den Nordteil der Stadt Vichy im Arrondissement Vichy. Durch die landesweite Neuordnung der französischen Kantone wurde er 2015 neu geschaffen. Auf dem Gebiet der Stadt ersetzte er den Kanton Vichy-Nord.

## Gemeinden
Der Kanton besteht aus vier Gemeinden und Gemeindeteilen mit insgesamt 18.377 Einwohnern (Stand: 1. Januar 2022) auf einer Gesamtfläche von 39,82 km²:
| Gemeinde                 | Einwohner 1. Januar 2022 | Fläche km² | Dichte Einw./km² | Code INSEE | Postleitzahl |
| ------------------------ | ------------------------ | ---------- | ---------------- | ---------- | ------------ |
| Charmeil                 | 967                      | 7,40       | 131              | 03060      | 03110        |
| Saint-Germain-des-Fossés | 3.600                    | 8,30       | 434              | 03236      | 03260        |
| Saint-Rémy-en-Rollat     | 1.769                    | 20,84      | 85               | 03258      | 03110        |
| Vichy                    | 12.041                   | 3,28       | 3.671            | 03310      | 03200        |
| Kanton Vichy-1           | 18.377                   | 39,82      | 462              | 0317       | –            |

1. ↑   Nur der nördliche Teil der Gemeinde, der Rest gehört zum Kanton Vichy-2.

## Politik
| Vertreter im Départementsrat | Vertreter im Départementsrat     | Vertreter im Départementsrat |
| Amtszeit                     | Namen                            | Partei                       |
| ---------------------------- | -------------------------------- | ---------------------------- |
| 2015–2021                    | Elisabeth Cuisset Gabriel Maquin | DVD LR                       |
| 2021–                        | Jean Almazan Élisabeth Cuisset   | DVD                          |